# National Oceanic and Atmospheric Administration’s Weather Radio
NOAA Weather Radio (NWR), auch NOAA Weather Radio All Hazards, ist ein US-weites Netzwerk von UKW-Funkstationen, die kontinuierlich 24 Stunden täglich Wettervorhersagen ihrer regionalen National-Weather-Service-Station senden. NWR sendet die amtlichen Unwetterwarnungen, Vorhersagen und warnt vor anderen Katastrophen. Betrieben wird das Netz von der NOAA. Es ist Teil des Emergency Alert Systems (EAS). Die Informationen werden alle drei bis sieben Minuten wiederholt und alle ein bis sechs Stunden aktualisiert.
In Zusammenarbeit mit den Katastrophenschutz-Behörden auf Bundes-, Staats- und lokaler Ebene sendet NWR Informationen für alle Arten von Katastrophen. Dazu zählen neben Wetterwarnungen auch Naturkatastrophen (Erdbeben oder Lawinen), Umweltkatastrophen (Chemieunfälle, Ölpest etc.) und die öffentliche Sicherheit betreffende Informationen (AMBER alerts (Kidnapping-Benachrichtigung) oder Ausfall der Notrufnummer 911).
NWR betreibt 1032 Sender, die alle fünfzig Staaten abdecken, sowie Seewetterstationen auf Puerto Rico, den Amerikanischen Jungferninseln und den U.S. Pacific Territories. Die NOAA bietet spezielle Empfangsgeräte an, jedoch können die Aussendungen auch mit UKW-Scannern empfangen werden. Folgende Frequenzen (in MHz) werden verwendet: 162,400, 162,425, 162,450, 162,475, 162,500, 162,525 und 162,550.
Das Integrated Public Alert and Warning System (IPAWS) integriert mehrere Systeme, darunter EAS, Wireless Emergency Alerts (WEA) und NWR.